# 喬家大院
喬家大院（乔家大院、チャオジャダーユェン）は中国の山西省晋中市祁県喬家堡村にある歴史的建造物で、中庭を有する商家の大邸宅である。18世紀の建築物であり、晋商である喬家の屋敷であった。現在は住居としては使用されておらず、博物館となっている。映画『紅夢』などのロケ地として有名で、多数の観光客が訪れる。 

## 来歴
1756年、清朝の乾隆帝の時代に建造された18世紀の建物である。豪商である喬家の屋敷であり、その中でも最も著名な山西商人であった喬致庸（1818—1907）もここに住んでいた。もともとは在中堂と呼ばれていた。 
山西省は晋商と呼ばれる豪商が栄えた地域で、金融業などで成功したこうした豪商は大きな邸宅を構える習慣があり、喬家大院は「晋商の典型的な家屋」である。 

## 建物の特徴
喬家大院は世界遺産となっている平遥古城から30キロメートルほど北東、40分ほどかかるところにある。波や山の頂のように連なる屋根が特徴の大邸宅で、313室の部屋を備え、大きな中庭が6つある。四合院と呼ばれる中庭を囲んで棟を作る形式の家屋で、「全部で6つの中庭の連続で、いずれも「一正一偏」（正庭と脇庭）の構成」となっている。偏院は「厨房院」で、召使いが住む部屋と台所などがある。中庭には回り臼と碾き臼が置いてある。かまどと炉もある。中庭とそれをつなぐ通路は「質実だが上品な迷路」のように入り組んでおり、双喜紋（「喜」を2つ並べた「囍」）に似た形になるように設計されている。 

## 観光
2001年に中華人民共和国全国重点文物保護単位として登録された。21世紀になってからは住居としては使用されておらず、博物館として一般公開されていて、人気のある観光地となっている。博物館には明代や清代の家具調度や、京劇の衣装・小道具なども展示されている。2020年には一時期新型コロナウイルス感染症流行の影響で閉鎖されたが、3月には営業を再開した。山西省には他にも商家の邸宅である王家大院や渠家大院がある。また、喬家大院はかつて中国の5A級観光地の認定を受けたが、2019年にその資格が取り消された。 
張芸謀監督、コン・リー主演で1920年代の一夫多妻制の一家を描き、ヴェネツィア国際映画祭銀獅子賞を受賞した映画『紅夢』（1991）の撮影場所として有名である。このため、内部には映画を模した赤い提灯が飾られている。また、2006年に放送された喬致庸を主人公とする中国のテレビドラマシリーズ『喬家大院』もここで撮影された。このテレビドラマの原作である同名の小説も刊行されており、日本語にも翻訳されている。

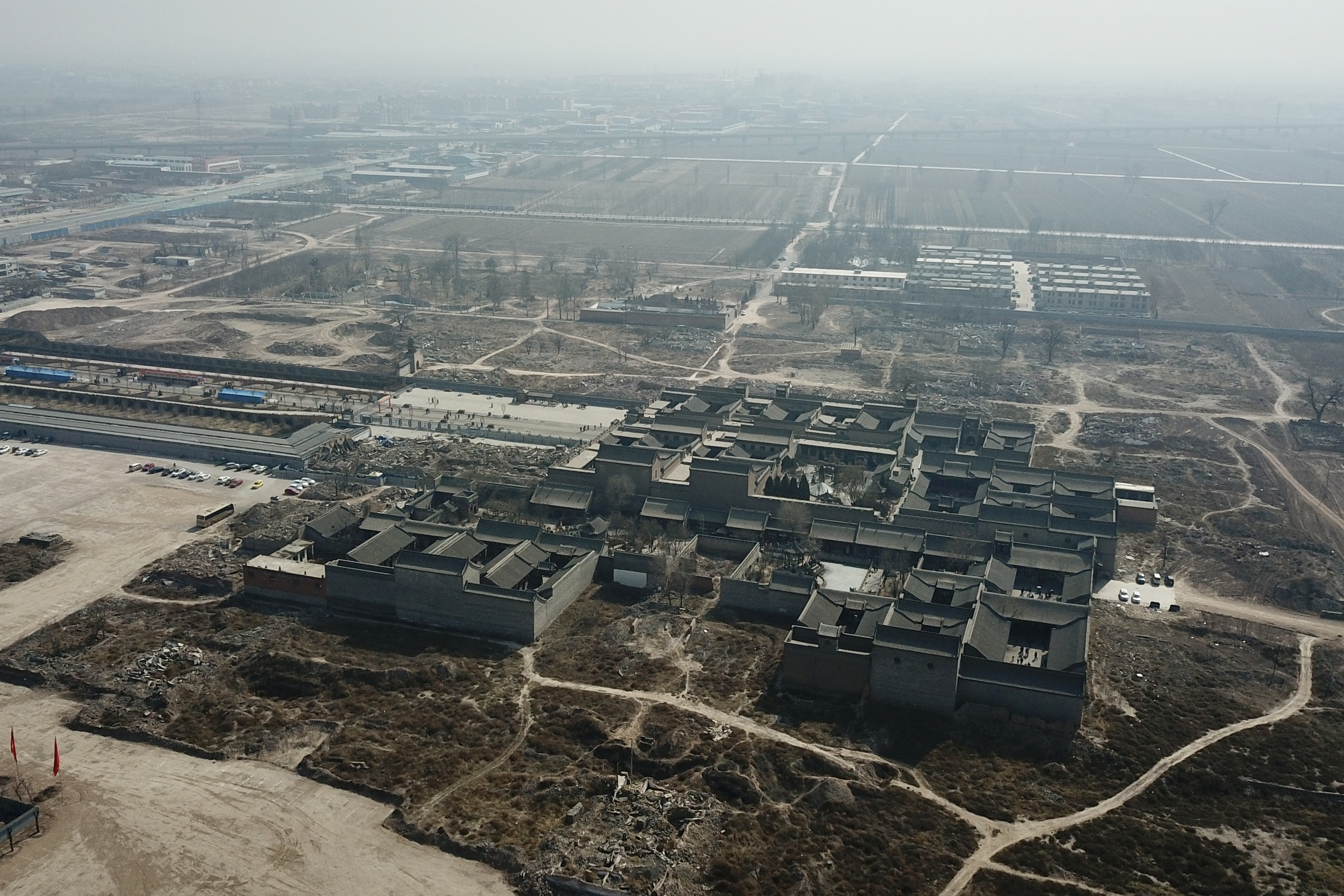
乔家大院付近のスカイライン。
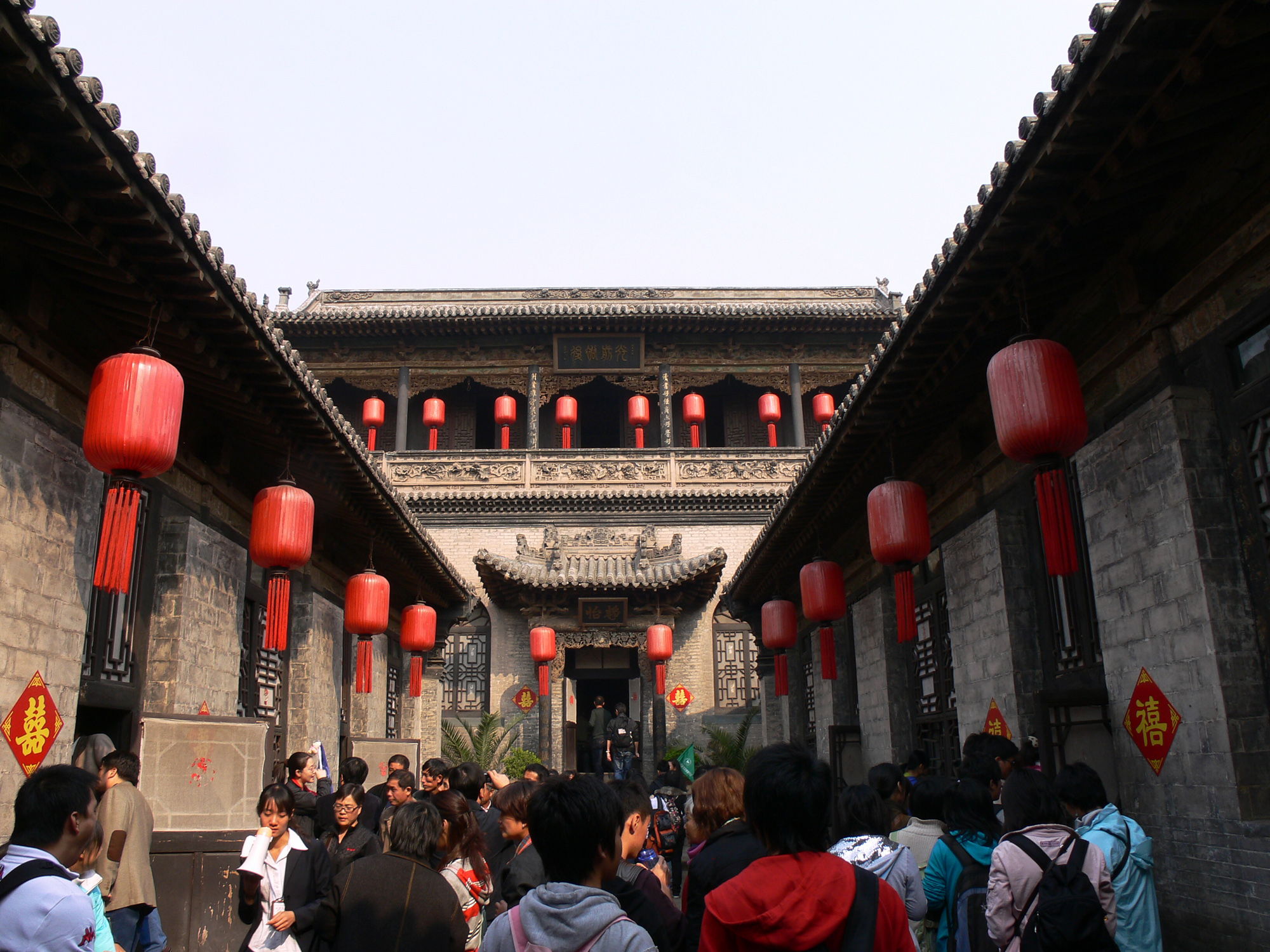
『紅夢』が撮影された静怡院に集まる観光客
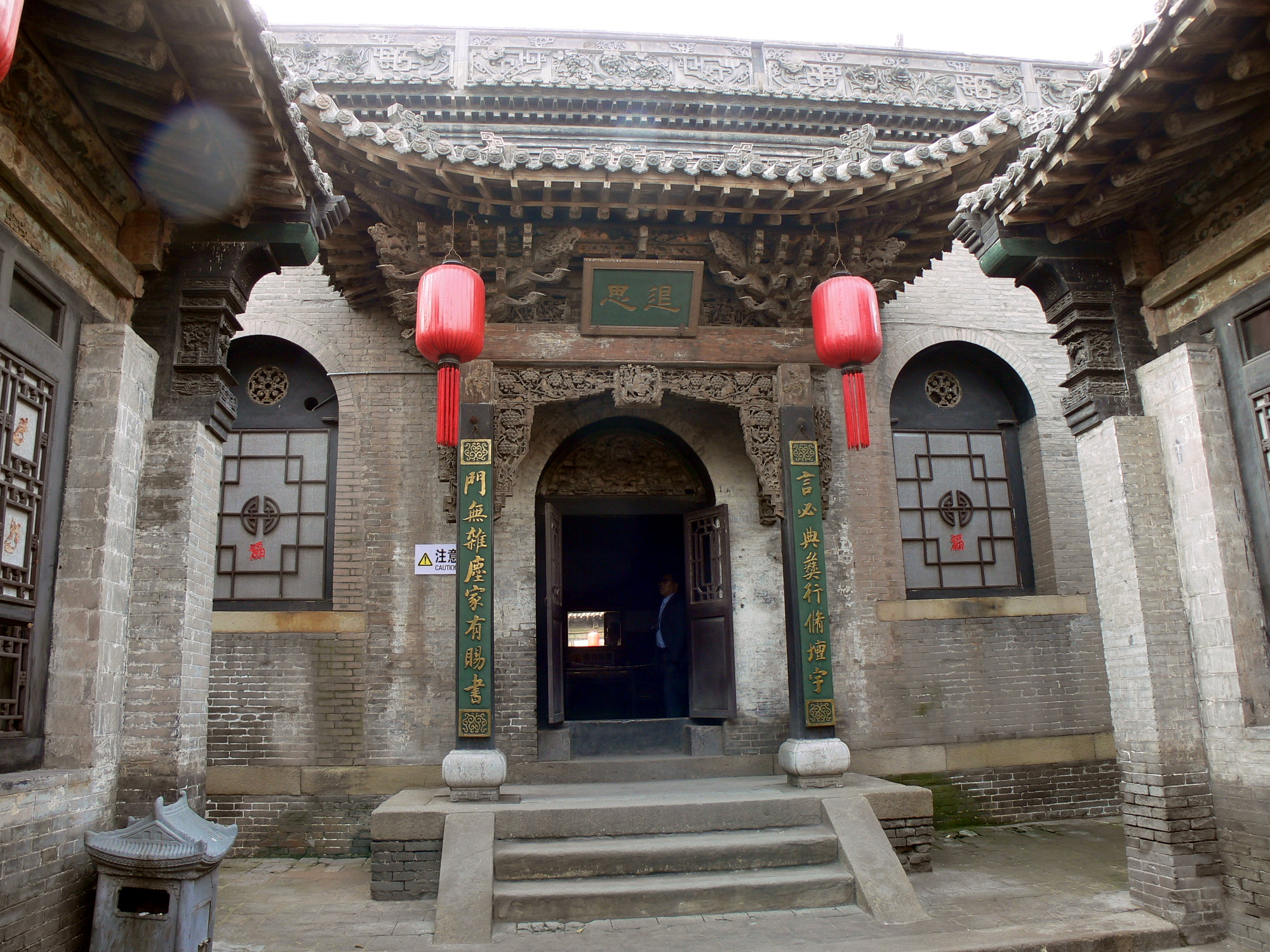
退思院
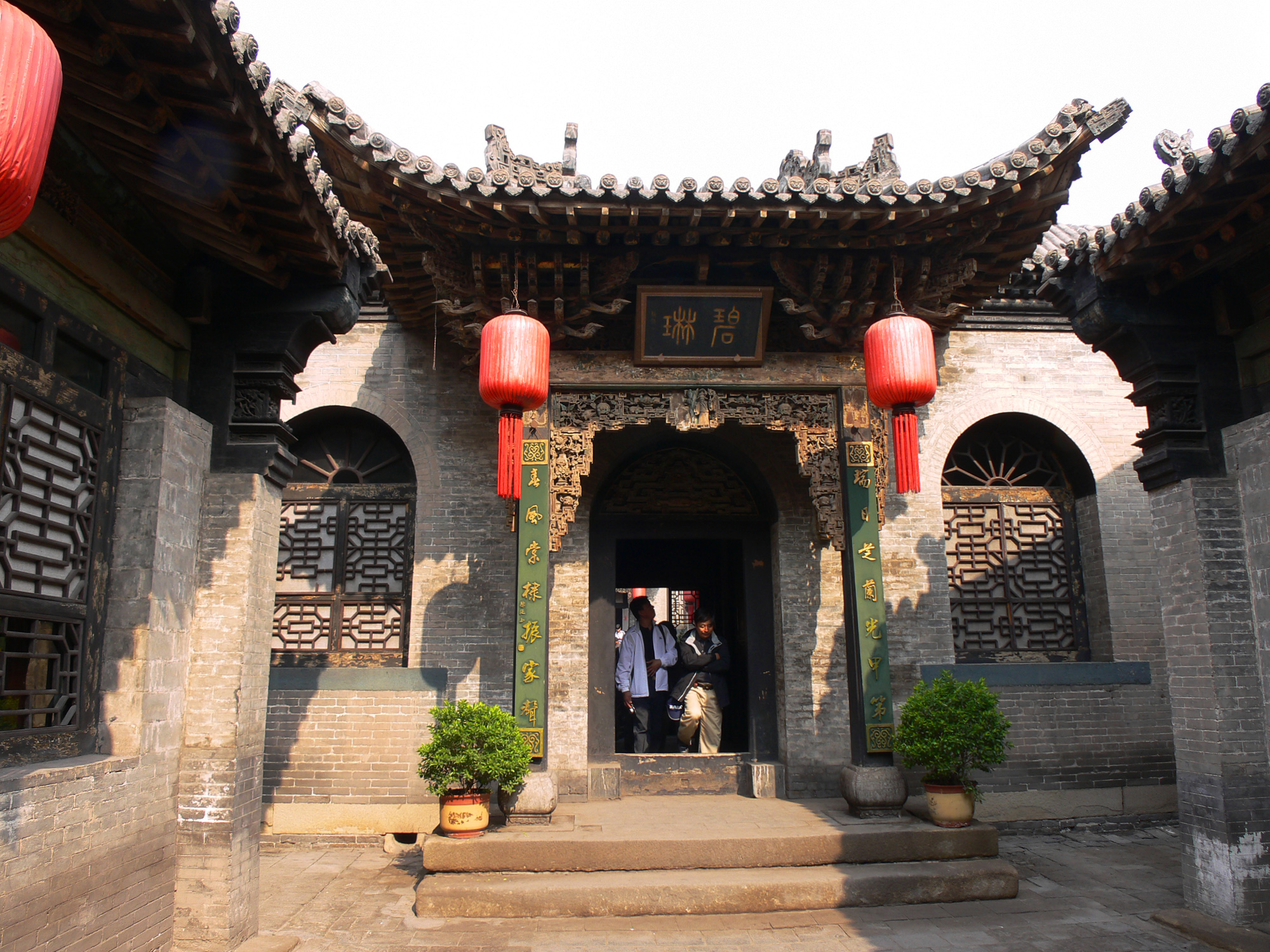
碧琳院
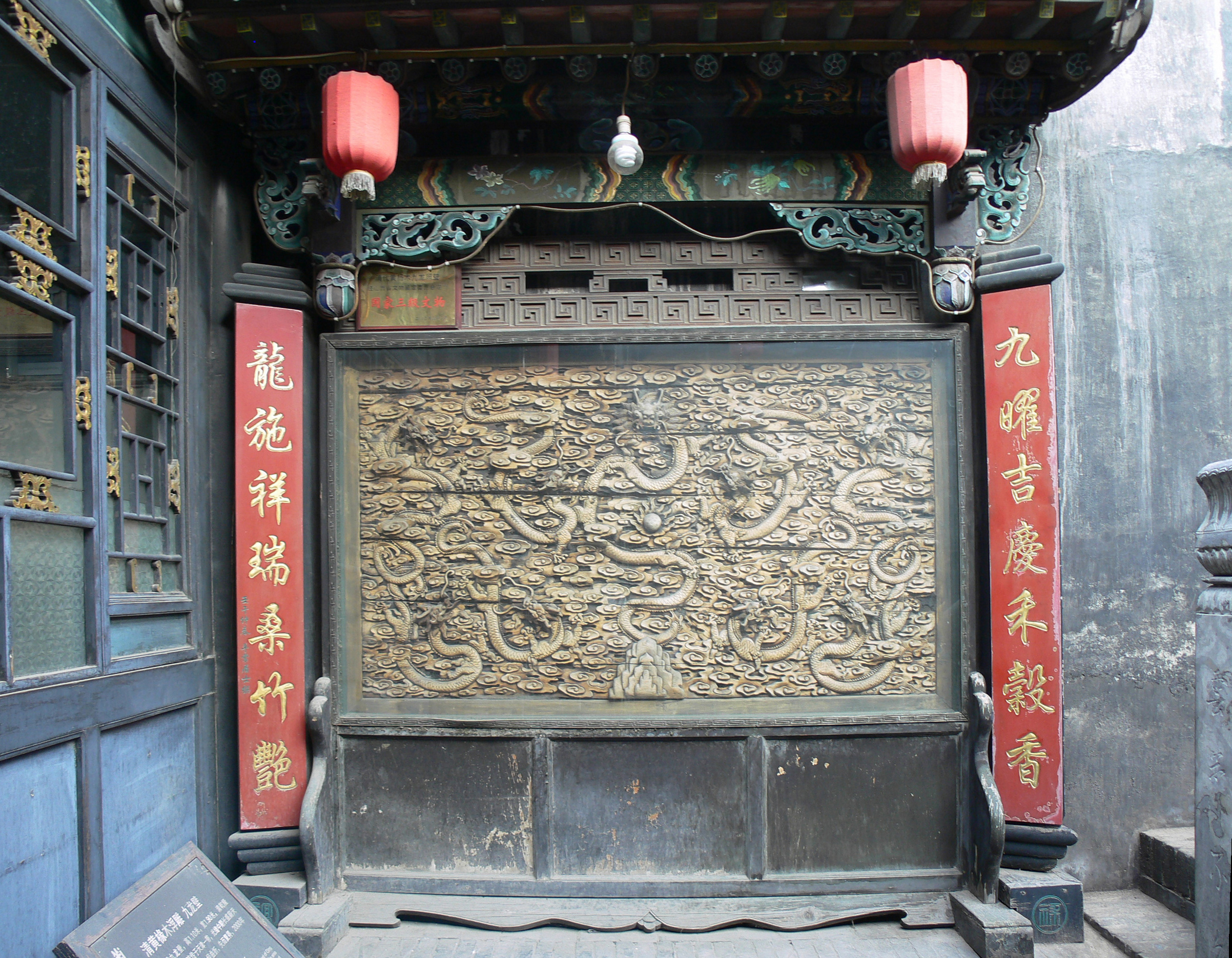
九龍壁
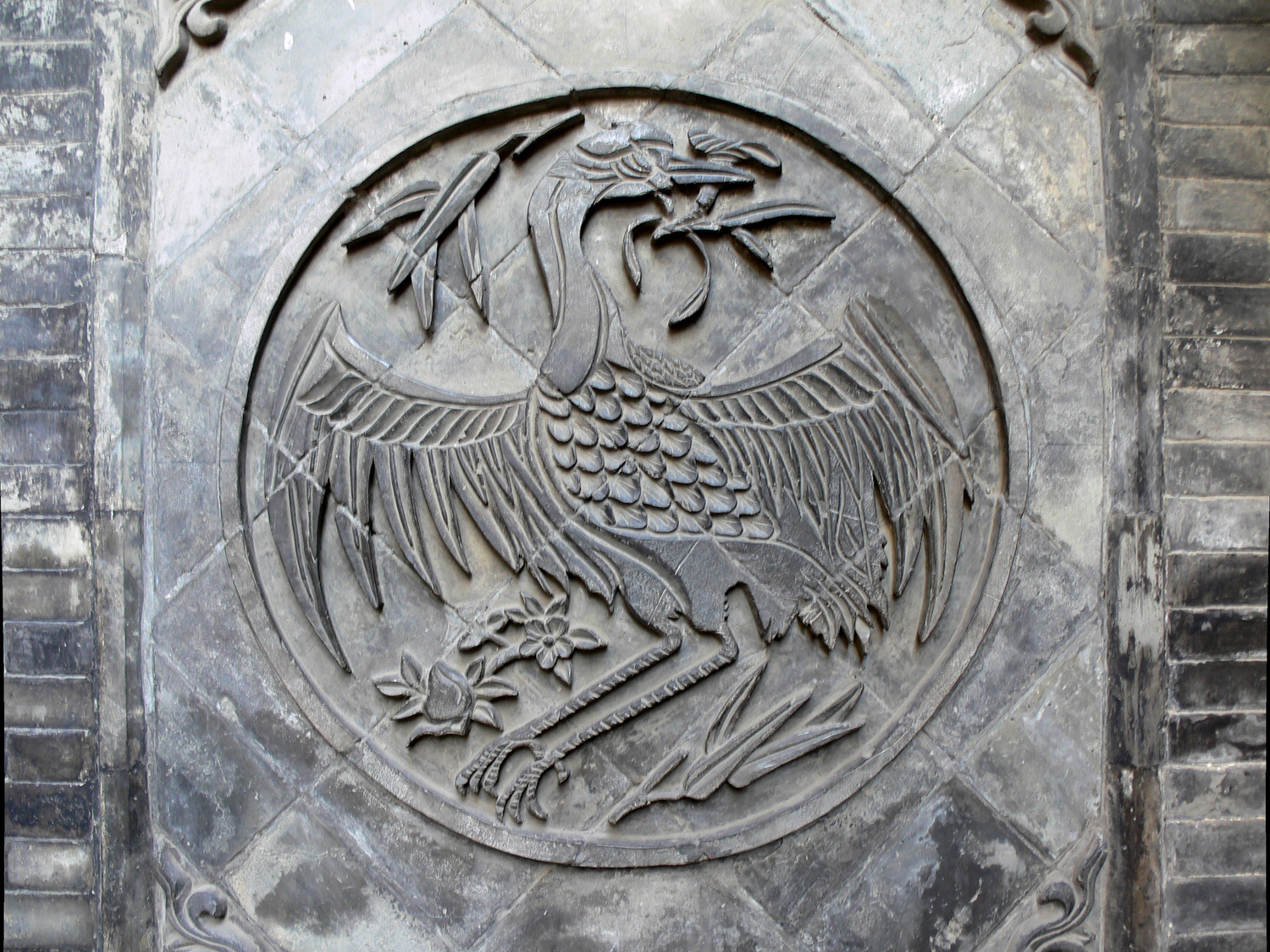
喬家大院の装飾
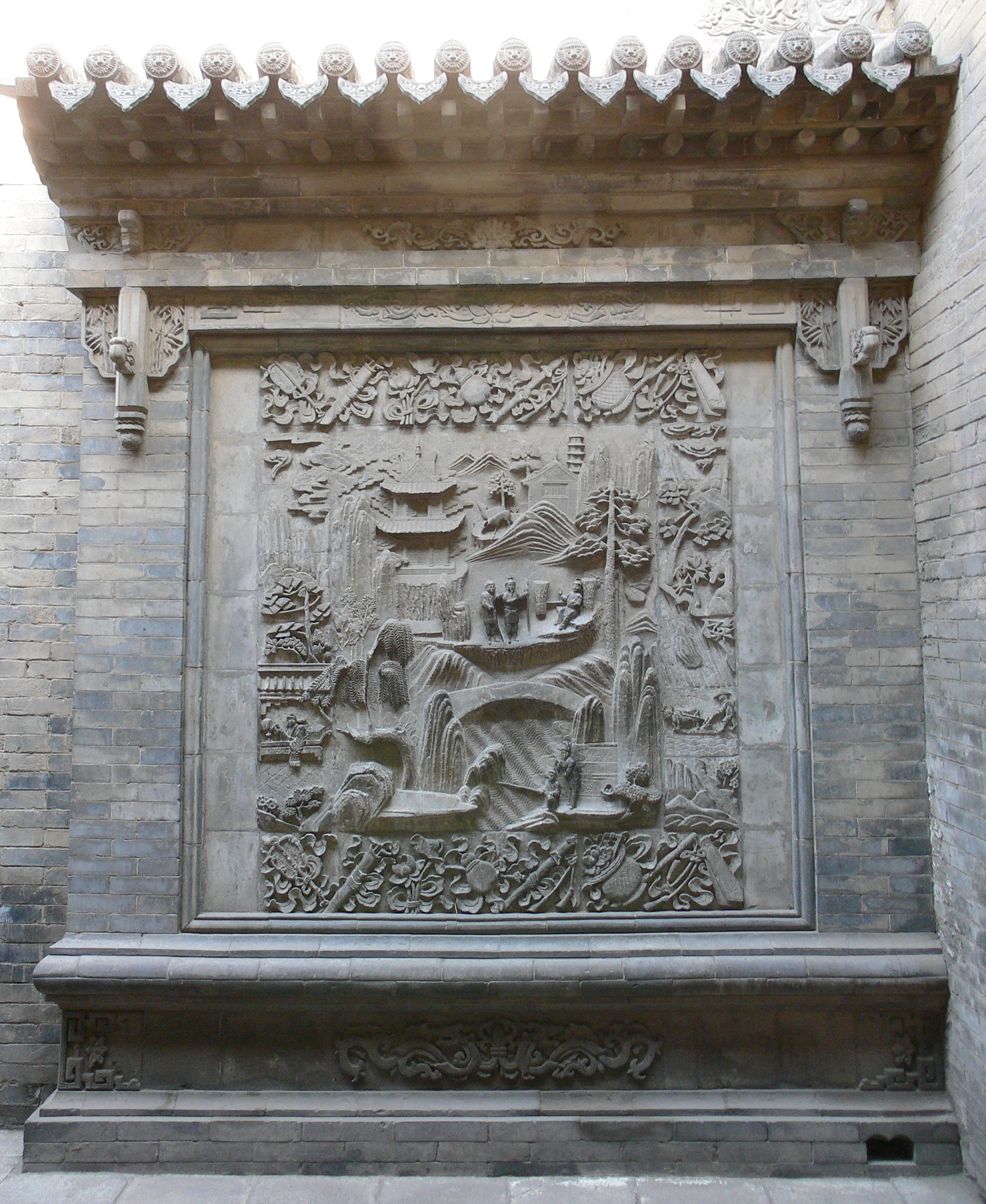
喬家大院の装飾